# Lijst van personen overleden in 1950
Dit is een lijst van personen die zijn overleden in 1950.

## Januari

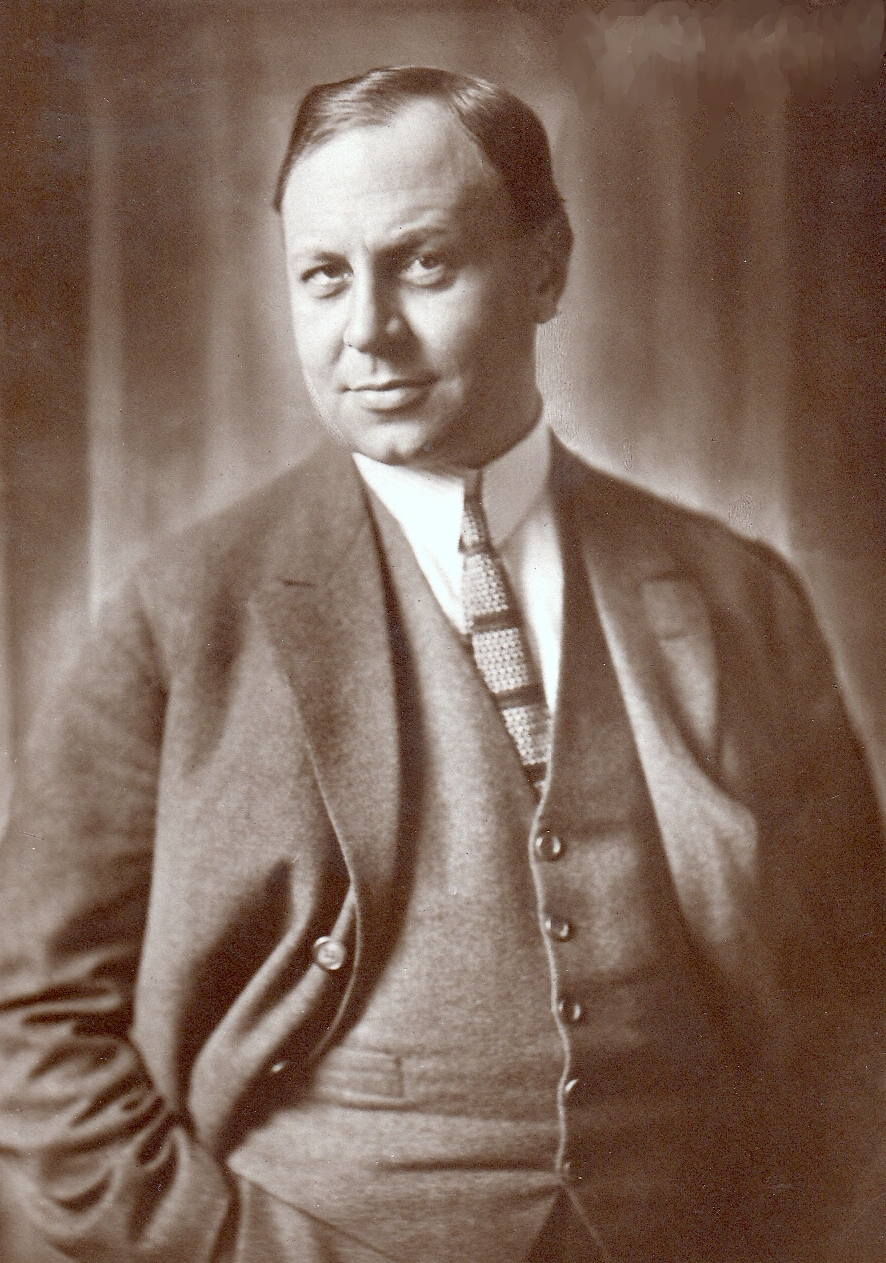
Emil Jannings
2 januari

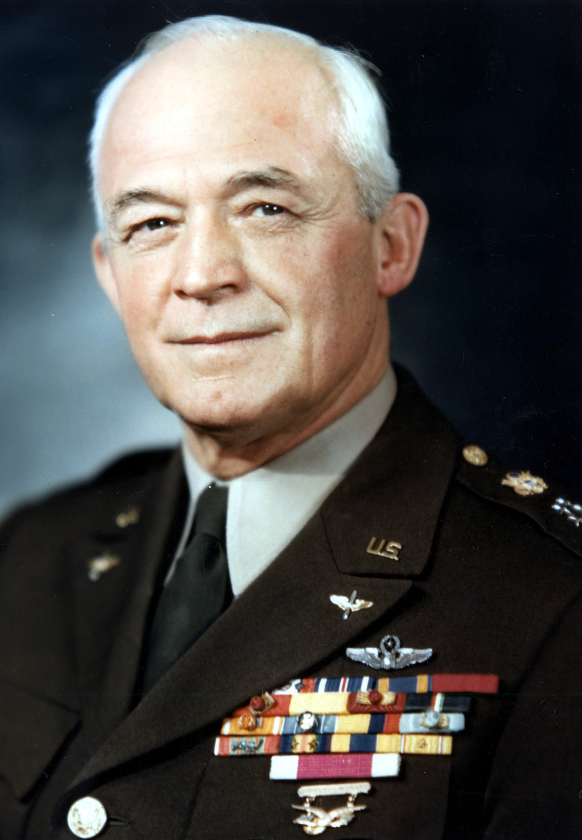
Henry Arnold
15 januari

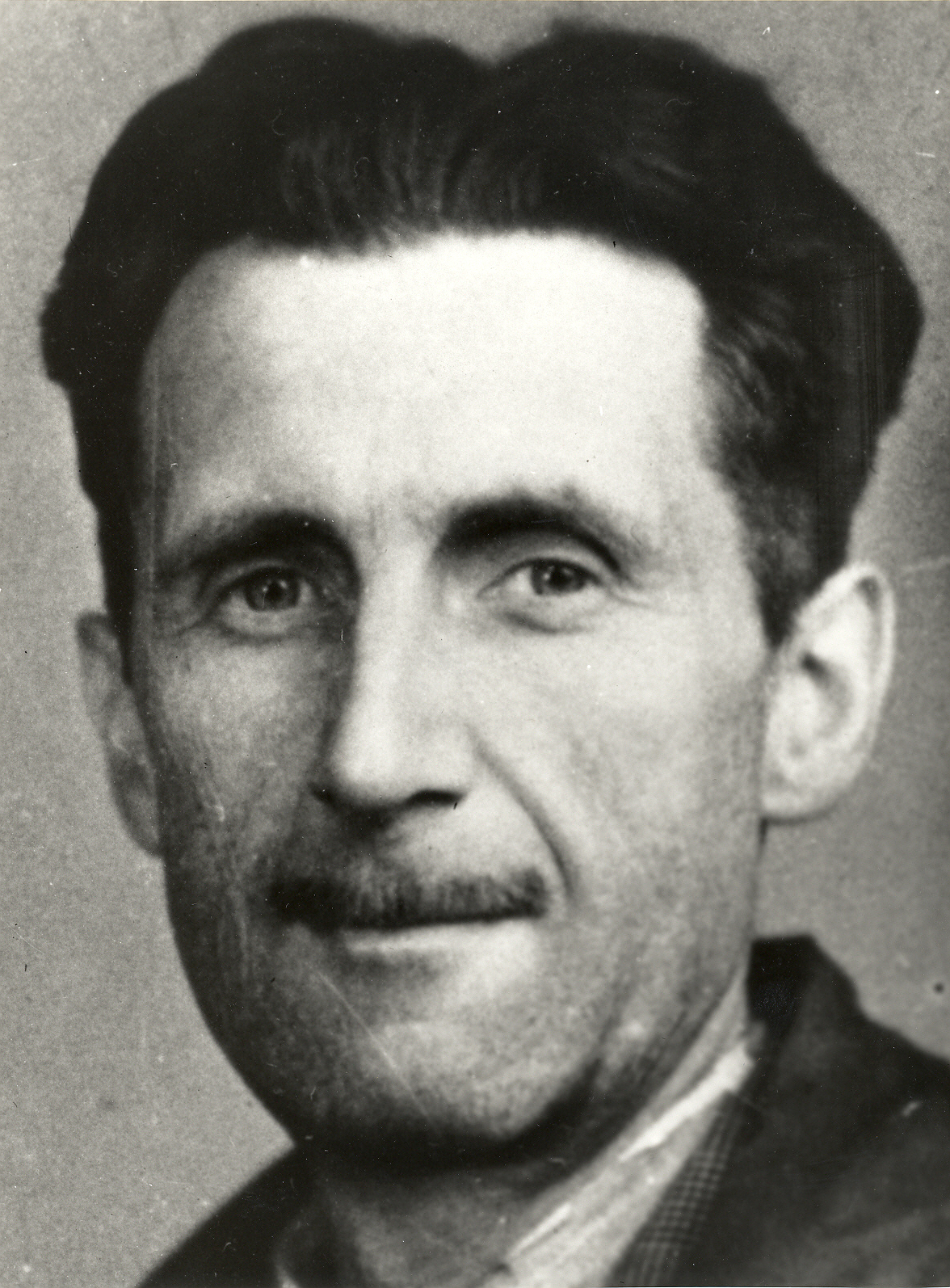
George Orwell
21 januari

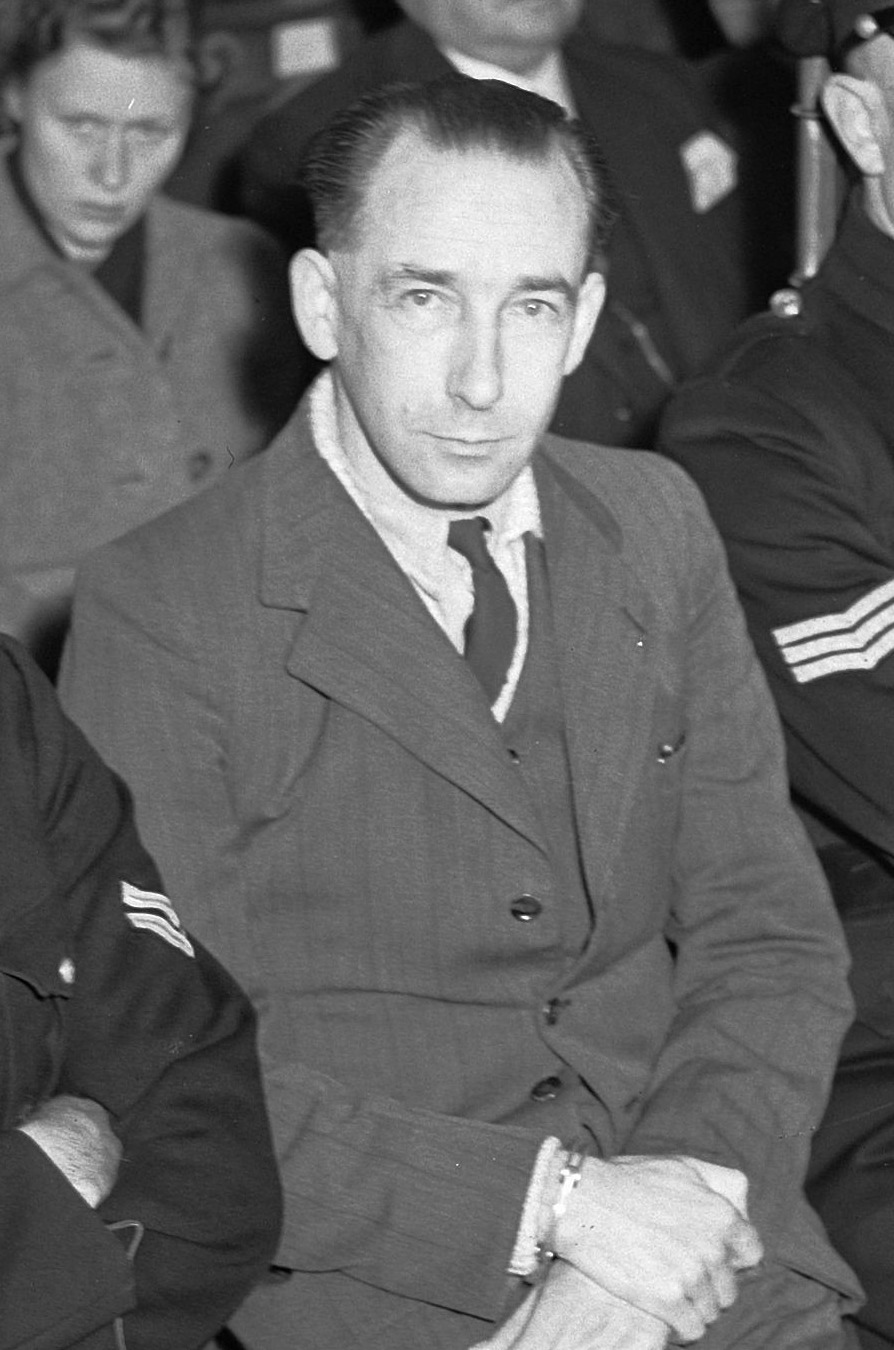
Anton van der Waals
26 januari

| 1 | 2 | 3 | 4 | 5 | 6 | 7 | 8 | 9 | 10 | 11 | 12 | 13 | 14 | 15 | 16 | 17 | 18 | 19 | 20 | 21 | 22 | 23 | 24 | 25 | 26 | 27 | 28 | 29 | 30 | 31 |
| - | - | - | - | - | - | - | - | - | -- | -- | -- | -- | -- | -- | -- | -- | -- | -- | -- | -- | -- | -- | -- | -- | -- | -- | -- | -- | -- | -- |

### 2 januari
- Emil Jannings (65), Duits-Oostenrijks acteur
- Adriaan Moen (70), Nederlands architect
- Jacob Pesman (61), Nederlands militair

### 5 januari
- John Rabe (67), Duits ondernemer

### 7 januari
- Jozef van Bourbon-Parma (74), lid huis Bourbon-Parma

### 8 januari
- Joseph Schumpeter (66), Oostenrijks econoom

### 9 januari
- Johnny Doran (42), Iers muzikant

### 10 januari
- Jaroslav Kvapil (81),  Tsjechisch dichter en toneelschrijver

### 11 januari
- Rudolf Spaander (55), Nederlands voetballer en atleet

### 12 januari
- Pedro Calomino (57), Argentijns voetballer
- Koos van de Griend (44), Nederlands musicus en componist
- John M. Stahl (63), Amerikaans regisseur

### 14 januari
- Servaas Baart (78), Nederlands vakbondsbestuurder
- Alma Karlin (60), Sloveens-Oostenrijks schrijfster

### 15 januari
- Henry Arnold (63), Amerikaans militair leider
- Petre Dumitrescu (67), Roemeens militair leider
- Jozef Fehrenbach (69), Belgisch politicus

### 16 januari
- Gustav Krupp von Bohlen und Halbach (79), Duits industrieel

### 21 januari
- George Orwell (46), Brits schrijver en journalist

### 22 januari
- Robert de Bendère (51), Belgisch kunstcriticus
- Alan Hale sr. (57), Amerikaans acteur

### 23 januari
- Vasil Kolarov (72), Bulgaars politicus

### 24 januari
- Jef Spijkers (45), Nederlands politicus

### 26 januari
- Emil Juel-Frederiksen (76), Deens componist
- Anton van der Waals (37), Nederlands spion

### 27 januari
- Joseph Lysens (54), Belgisch politicus

### 28 januari
- Cornelia de Lange (78), Nederlands medicus

### 29 januari
- Giuseppe Piantoni (59), Italiaans componist en dirigent

## Februari

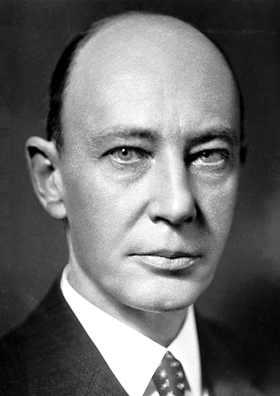
George Minot
25 februari

| 1 | 2 | 3 | 4 | 5 | 6 | 7 | 8 | 9 | 10 | 11 | 12 | 13 | 14 | 15 | 16 | 17 | 18 | 19 | 20 | 21 | 22 | 23 | 24 | 25 | 26 | 27 | 28 |
| - | - | - | - | - | - | - | - | - | -- | -- | -- | -- | -- | -- | -- | -- | -- | -- | -- | -- | -- | -- | -- | -- | -- | -- | -- |

### 1 februari
- Hubert Coppieters-Stochove (73), Belgisch historicus
- Peter Prüm (63), Luxemburgs politicus

### 2 februari
- Oscar van den Eynde de Rivieren (85), Belgisch burgemeester

### 7 februari
- Eltjo Rugge (77), Nederlands politicus

### 8 februari
- Anne Brigman (80), Amerikaans kunstfotograaf

### 12 februari
- Dirk Coster (60), Nederlands natuurkundige

### 13 februari
- Émile Jamoulle (60), Belgisch politicus

### 14 februari
- Steven Edzo Broeils Bierema (65), Nederlands politicus
- Karl Jansky (44), Amerikaans natuurkundige
- Jean Charles Naber (91), Nederlands rechtsgeleerde

### 16 februari
- Jacob Elema (77), Nederlands landbouwkundige
- Georges Meyers (80), Belgisch burgemeester

### 17 februari
- Santiago Casares Quiroga (65), Spaans politicus
- Leo Visser (69), Nederlands kunstenaar

### 18 februari
- Prežihov Voranc (56), Sloveens schrijver en politicus

### 19 februari
- Douwe Jans Bierma (59), Nederlands collaborateur

### 21 februari
- William Westerman (57), Nederlands politicus

### 22 februari
- Dick Sigmond (52), Nederlands voetballer en tennisser

### 24 februari
- Henri Corbeels (78), Belgisch politicus

### 25 februari
- George Minot (64), Amerikaans medisch onderzoeker

### 26 februari
- Gerrit Nagels (43), Nederlands voetballer

### 27 februari
- Yvan Goll (58), Duits-Frans schrijver

## Maart

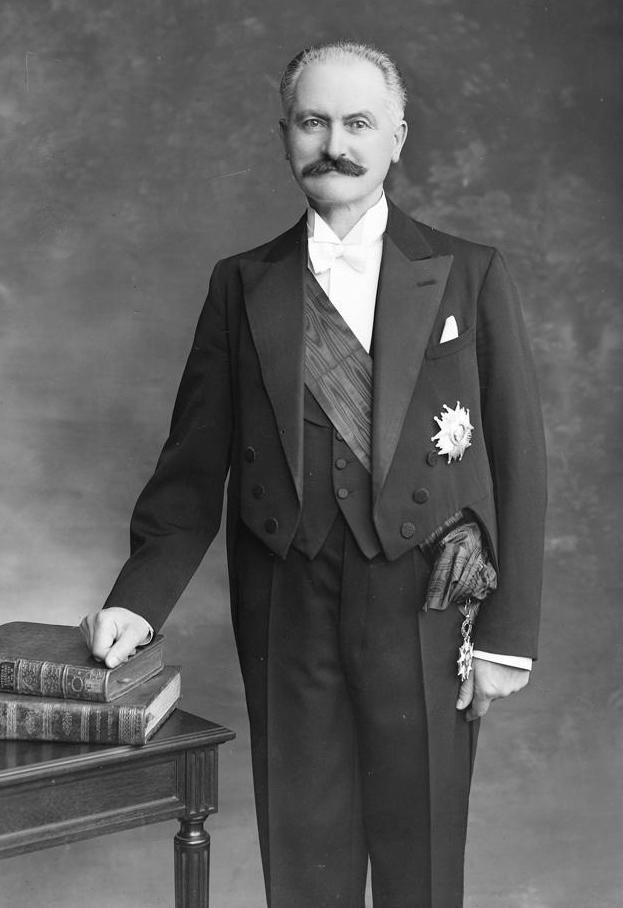
Albert Lebrun
6 maart

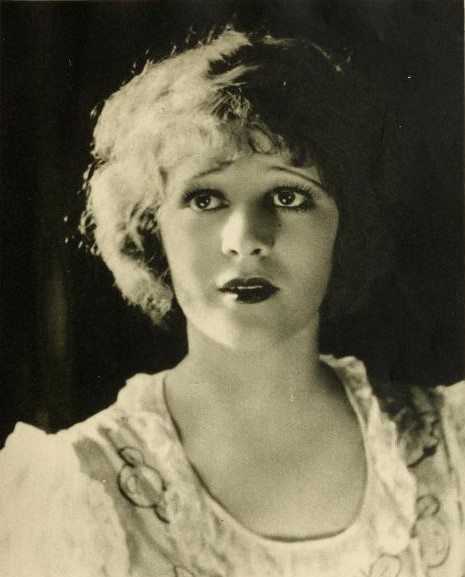
Marguerite De La Motte
10 maart

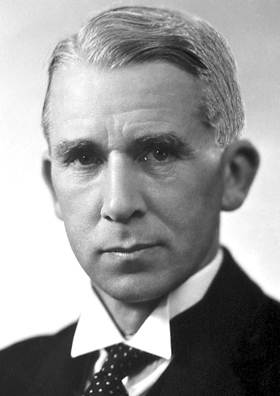
Walter Haworth
19 maart

| 1 | 2 | 3 | 4 | 5 | 6 | 7 | 8 | 9 | 10 | 11 | 12 | 13 | 14 | 15 | 16 | 17 | 18 | 19 | 20 | 21 | 22 | 23 | 24 | 25 | 26 | 27 | 28 | 29 | 30 | 31 |
| - | - | - | - | - | - | - | - | - | -- | -- | -- | -- | -- | -- | -- | -- | -- | -- | -- | -- | -- | -- | -- | -- | -- | -- | -- | -- | -- | -- |

### 1 maart
- Alfred Korzybski (70), Pools-Amerikaans taalkundige
- Antonius van Wijnbergen (80), Nederlands politicus

### 3 maart
- Ulrich Graf (71), Duits politicus

### 6 maart
- Jules De Brouwer (77), Belgisch vakbondsbestuurder en politicus
- Albert Lebrun (78), Frans politicus

### 8 maart
- Adriaan Hendrik Willem Aten (72), Nederlands scheikundige
- Alberto Ohaco (66), Argentijns voetballer

### 9 maart
- Pieter Emiel Keuchenius (63), Nederlands collaborateur

### 10 maart
- Marguerite De La Motte (47), Amerikaans actrice
- Daniël den Hoed (52), Nederlands arts

### 11 maart
- Arthur J. Dempster (63), Amerikaans scheikundige
- Heinrich Mann (78), Duits schrijver

### 12 maart
- Johanna Aleida Nijland (79), Nederlands letterkundige
- Gilles André de la Porte (84), Nederlands rechtsgeleerde

### 13 maart
- Marcel Wyseur (63), Belgisch schrijver

### 16 maart
- Henri Coutard (73), Frans radioloog
- Vilhelm Dybwad (87), Noors schrijver
- David van Voorst Evekink (59), Nederlands militair

### 19 maart
- Edgar Rice Burroughs (74), Amerikaans schrijver
- Walter Haworth (67), Brits scheikundige
- Alexandru Vaida-Voevod (78), Roemeens politicus

### 20 maart
- Frederick Twort (72), Brits bacterioloog

### 22 maart
- Erwin Baum (82), Duits politicus
- Emmanuel Mounier (44), Frans filosoof

### 24 maart
- James Rudolph Garfield (84), Amerikaans politicus
- Harold Laski (56), Brits politicoloog en econoom

### 30 maart
- Léon Blum (77), Frans politicus

### 31 maart
- Frits Geveke (72), Nederlands fotograaf
- Adriaan van Roey (66), Belgisch operazanger

## April

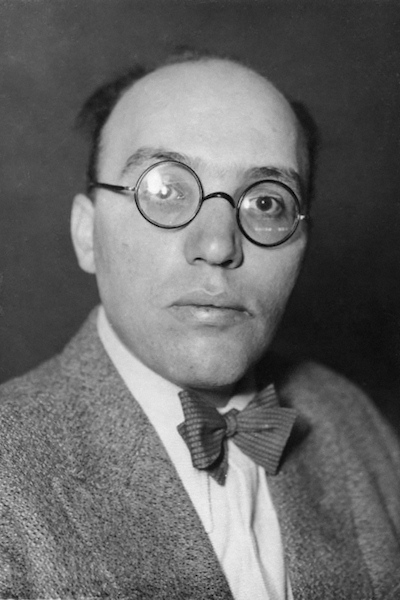
Kurt Weill
3 april

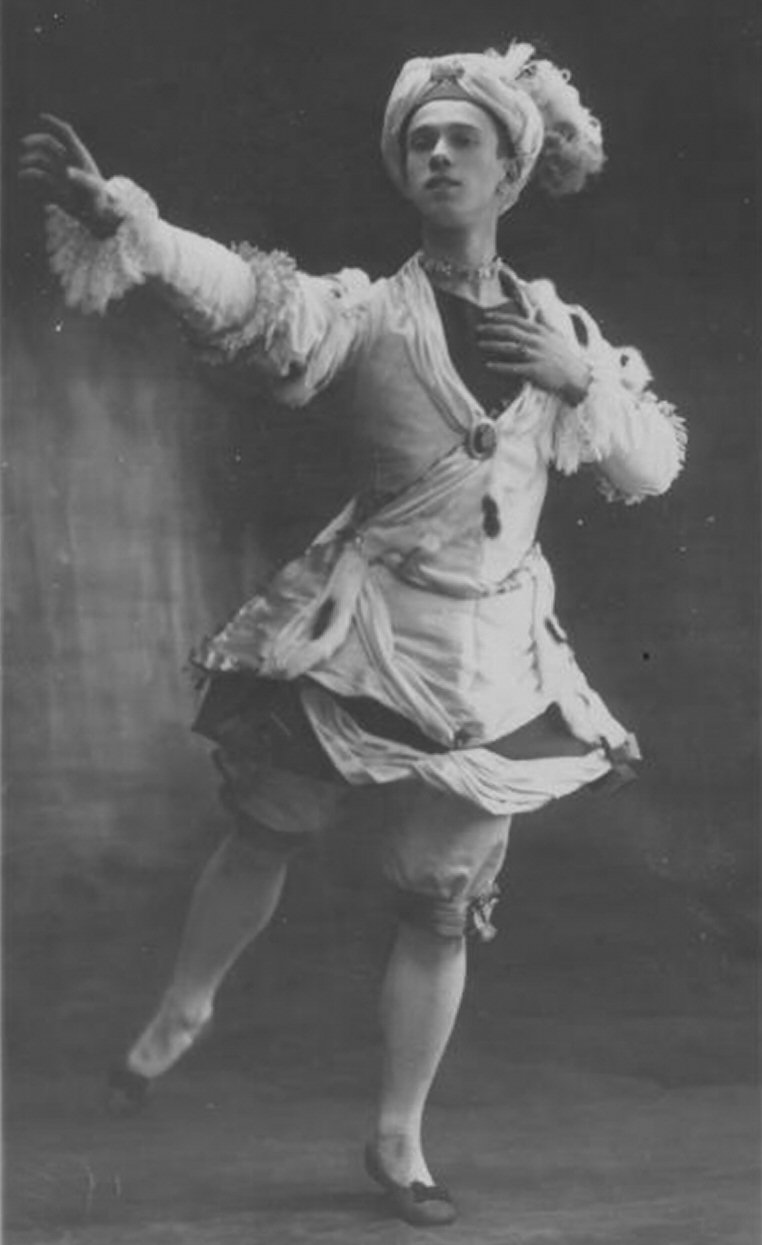
Vaslav Nijinsky
8 april

| 1 | 2 | 3 | 4 | 5 | 6 | 7 | 8 | 9 | 10 | 11 | 12 | 13 | 14 | 15 | 16 | 17 | 18 | 19 | 20 | 21 | 22 | 23 | 24 | 25 | 26 | 27 | 28 | 29 | 30 |
| - | - | - | - | - | - | - | - | - | -- | -- | -- | -- | -- | -- | -- | -- | -- | -- | -- | -- | -- | -- | -- | -- | -- | -- | -- | -- | -- |

### 1 april
- Recep Peker (61), Turks politicus

### 2 april
- Albert Alexander von Hellens (70), Fins politicus
- Adolf Wiklund (70), Zweeds componist en dirigent

### 3 april
- Emil Clemens Schröner (78), Duits violist en dirigent
- Kurt Weill (50), Duits-Amerikaans componist

### 4 april
- Pieter Verhagen (67), Nederlands architect

### 5 april
- Mariano Cordovani (67), Italiaans theoloog

### 6 april
- Erika Heymann, (54), Duits verzetsstrijdster

### 7 april
- Walter Huston (67), Canadees-Amerikaans acteur
- Jakob Kägi (60), Zwitsers politicus

### 8 april
- Albert Ehrenstein (63), Oostenrijks schrijver en dichter
- Hubertus van Pruisen (40), lid Pruisische adel
- Vaslav Nijinsky (ca. 60), Russisch balletdanser

### 10 april
- Fevzi Çakmak (74), Turks militair leider en politicus

### 11 april
- Bainbridge Colby (80), Amerikaans politicus

### 12 april
- Delaware Staigers (50), Amerikaans componist
- Gerard C. Krol (73), Nederlands kunstschilder, tekenaar en fotograaf

### 13 april
- Semjon Tsjernetski (68), Russisch componist en dirigent

### 15 april
- Mandis Ågren (71), Zweeds zangeres
- Pieter Leonard Willinge Prins (48), Nederlands burgemeester

### 16 april
- Arnaud Massy (72), Frans golfspeler

### 22 april
- Nion Tucker (64), Amerikaans bobsleeër

### 23 april
- Wijnand Otto Jan Nieuwenkamp (75), Nederlands kunstenaar

### 24 april
- Alfredo de Sá Cardoso (85), Portugees militair en politicus
- Pierre Theunis (66), Belgisch beeldhouwer

### 27 april
- Karel Koželuh (55), Tsjechisch tennisser
- Karl Straube (77), Duits koordirigent

### 28 april
- Nelly Spoor (64), Nederlands kunstenaar

## Mei

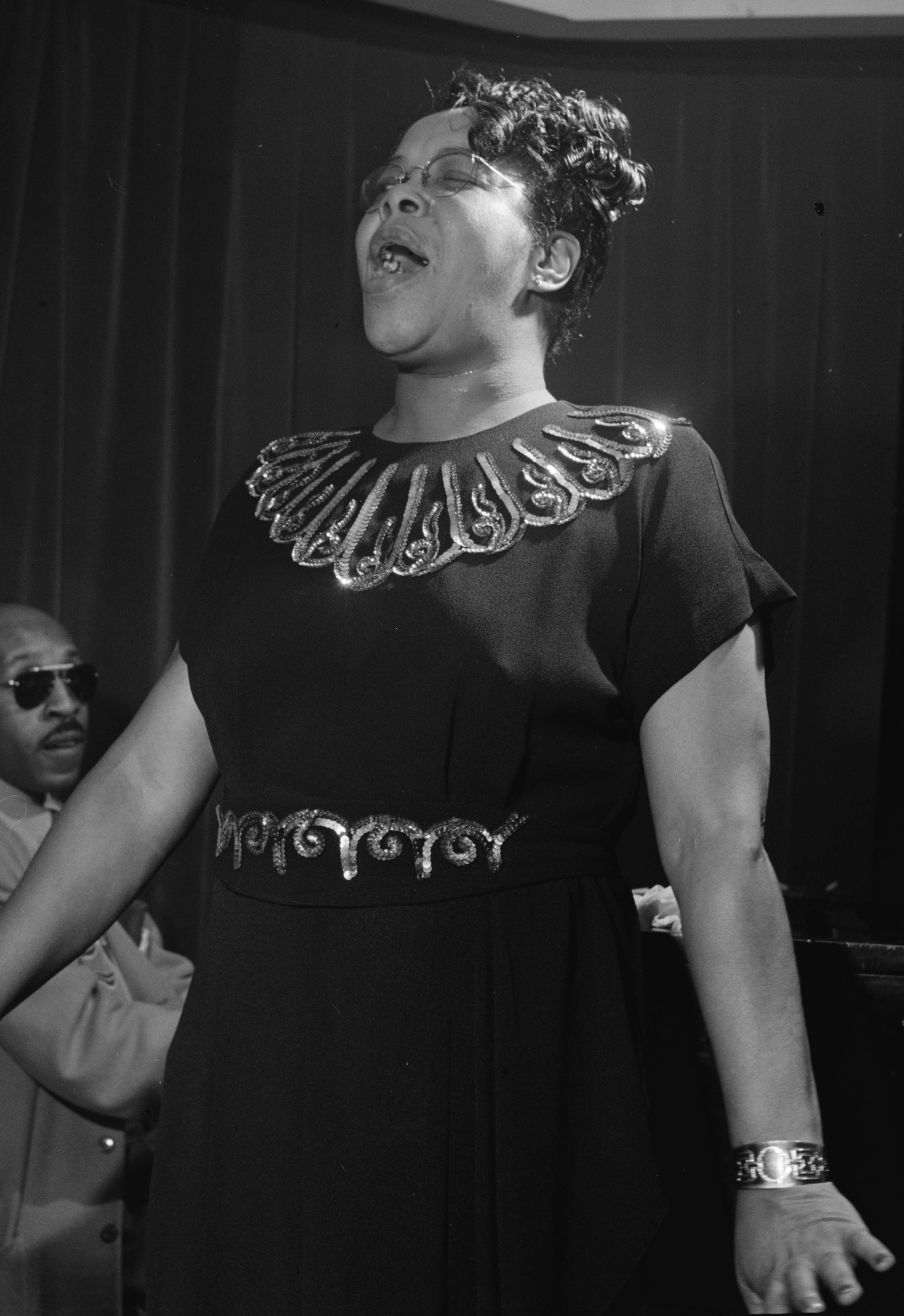
Bertha "Chippie" Hill
7 mei

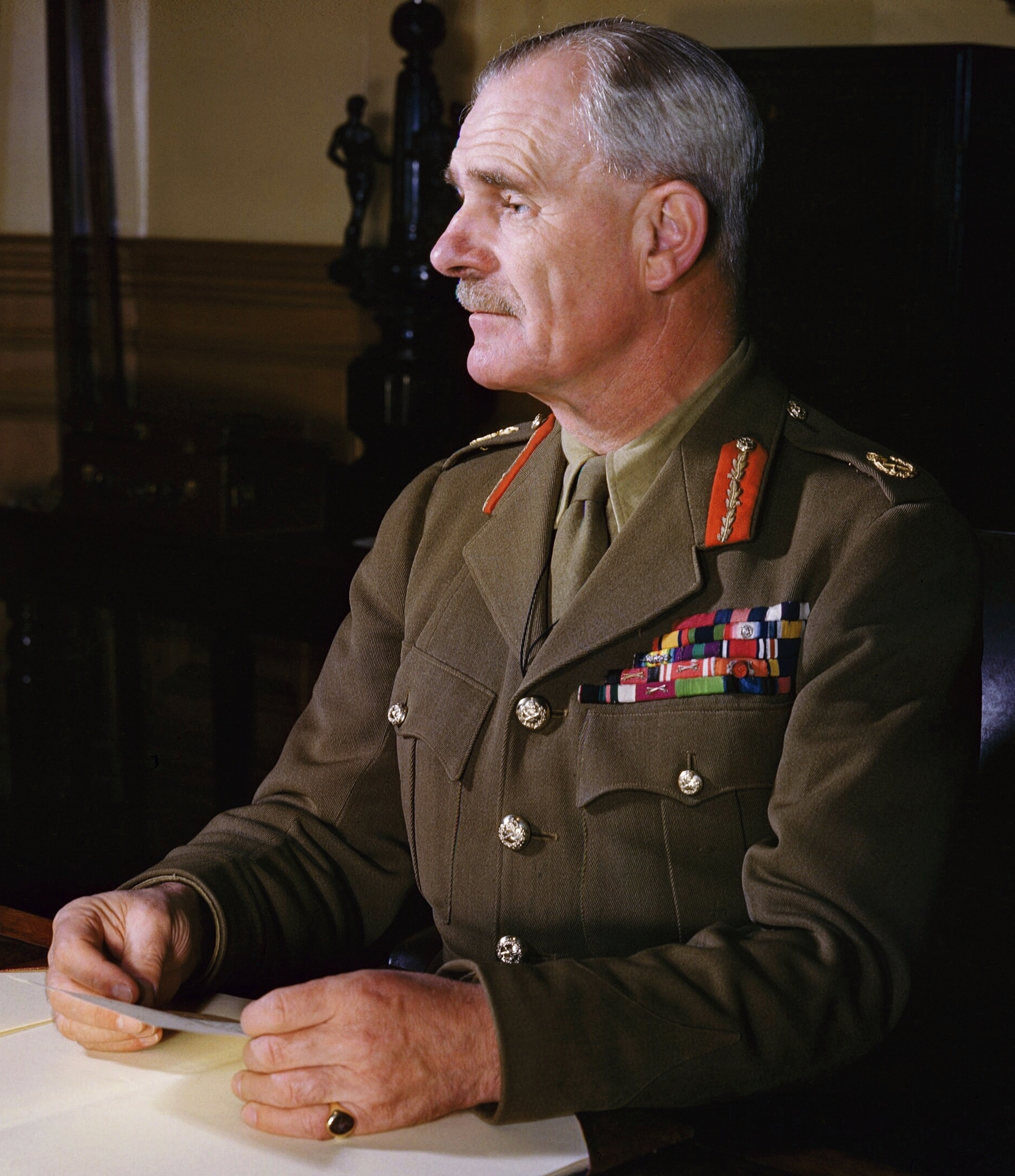
Archibald Wavell
24 mei

| 1 | 2 | 3 | 4 | 5 | 6 | 7 | 8 | 9 | 10 | 11 | 12 | 13 | 14 | 15 | 16 | 17 | 18 | 19 | 20 | 21 | 22 | 23 | 24 | 25 | 26 | 27 | 28 | 29 | 30 | 31 |
| - | - | - | - | - | - | - | - | - | -- | -- | -- | -- | -- | -- | -- | -- | -- | -- | -- | -- | -- | -- | -- | -- | -- | -- | -- | -- | -- | -- |

### 2 mei
- Abraham Asscher (69), Nederlands ondernemer en bestuurder
- Leo Watson (52), Amerikaans jazzmusicus

### 3 mei
- Chris Kalkman (62), Nederlands wielrenner
- André Perchicot (61), Frans wielrenner en zanger

### 5 mei
- Martin Lamm (69), Zweeds literatuurwetenschapper

### 6 mei
- Willem Maas (53), Nederlands architect

### 7 mei
- Bertha "Chippie" Hill (45), Amerikaans zangeres

### 9 mei
- Paul Verhaegen (90) Belgisch rechter

### 13 mei
- Pauline de Ahna (87), Duits sopraanzangeres
- Whispering Jack Smith (53), Amerikaans baritonzanger

### 16 mei
- Alice Kober (43), Amerikaans archeoloog

### 17 mei
- Friedrich Gerhard (65), Duits ruiter

### 18 mei
- Broeder Adolf (80), Belgisch geestelijke

### 19 mei
- Giuseppe Garibaldi II (70), Italiaans militair

### 22 mei
- Elzo Free (98), Duits-Nederlands industrieel

### 24 mei
- Archibald Wavell (67), Brits militair

### 25 mei
- Miguel Romualdez (68), Filipijns politicus

### 27 mei
- Barbara Elisabeth van Houten (88), Nederlands kunstschilderes
- Johannes Knottenbelt (80), Nederlands burgemeester

### 28 mei
- Elbert Franssen (76), Nederlands componist
- Marc Sangnier (77), Frans jurist, theoloog en filosoof

### 29 mei
- Tinus van Beurden (59), Nederlands voetballer

### 30 mei
- William Lemke (71), Amerikaans politicus
- William Townley (84), Engels voetballer en voetbalcoach

## Juni

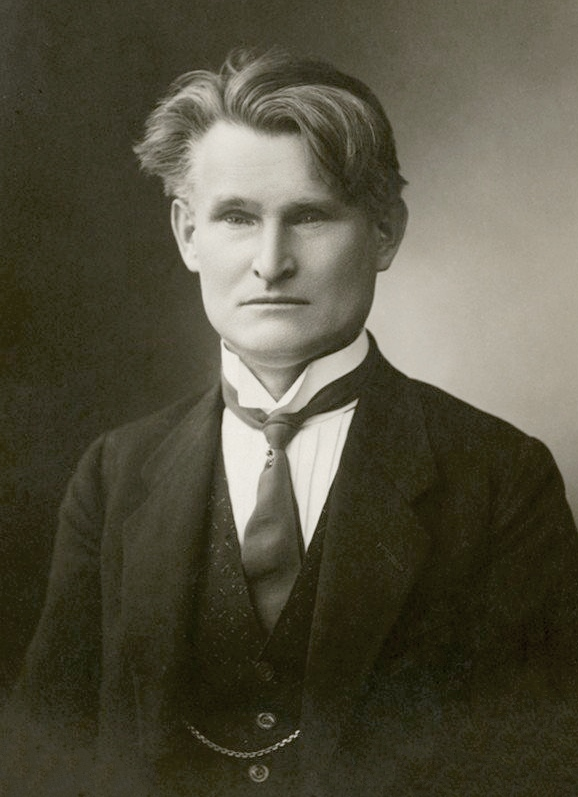
Kazys Grinius
4 juni

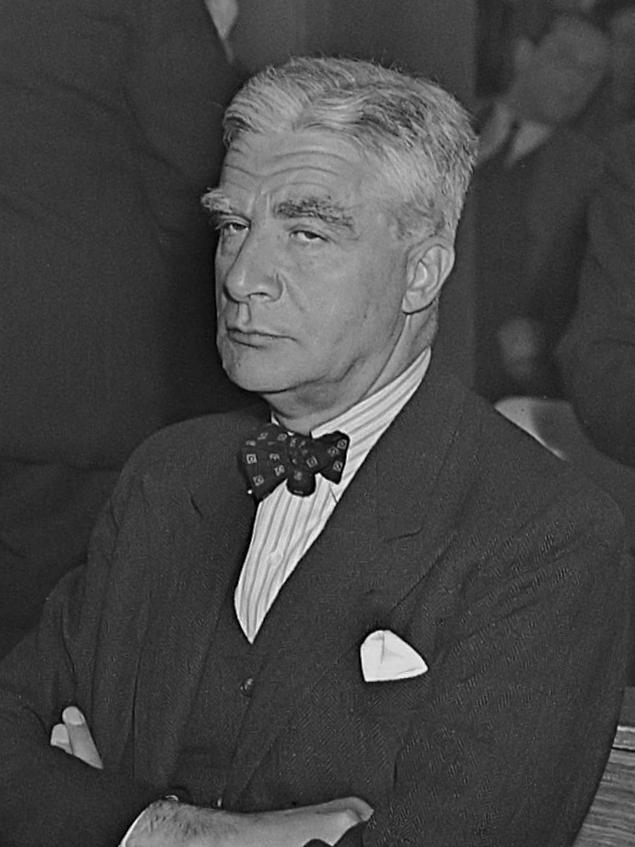
Edward Voûte
8 juni

| 1 | 2 | 3 | 4 | 5 | 6 | 7 | 8 | 9 | 10 | 11 | 12 | 13 | 14 | 15 | 16 | 17 | 18 | 19 | 20 | 21 | 22 | 23 | 24 | 25 | 26 | 27 | 28 | 29 | 30 |
| - | - | - | - | - | - | - | - | - | -- | -- | -- | -- | -- | -- | -- | -- | -- | -- | -- | -- | -- | -- | -- | -- | -- | -- | -- | -- | -- |

### 2 juni
- Stanislas Bizot (70), Frans dammer

### 4 juni
- Albert Bauwens (89), Belgisch politicus
- Kazys Grinius (83), president van Litouwen

### 6 juni
- Simon Petrus van Leeuwen (71), Nederlands componist en dirigent

### 8 juni
- Maria Hubrecht (84), Nederlands kunstenaar
- Rudolf Meurer (84), Nederlands roeier en medicus
- Edward Voûte (62), Nederlands burgemeester en collaborateur

### 9 juni
- Joe Burke (66), Amerikaans acteur, pianist en songwriter

### 10 juni
- Lambert Lourijsen (64), Nederlands kunstenaar

### 15 juni
- Léon Rolin (78), Belgisch ondernemer

### 23 juni
- Franz Springer (68), Duits componist en dirigent

### 24 juni
- Ivan Sjmeljov (76), Russisch schrijver

### 26 juni
- Camille Danguillaume (31), Frans wielrenner
- Jan Remie (26), Nederlands bokser
- J. Riemens-Reurslag (64), Nederlands schrijfster

## Juli

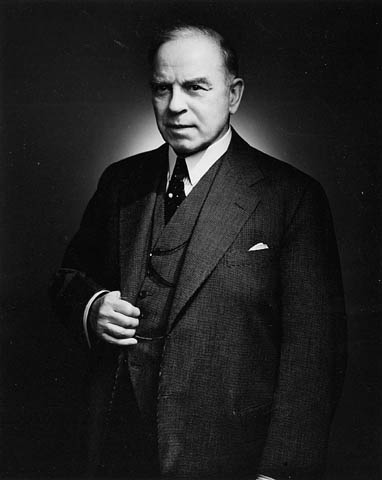
William Lyon Mackenzie King
22 juli

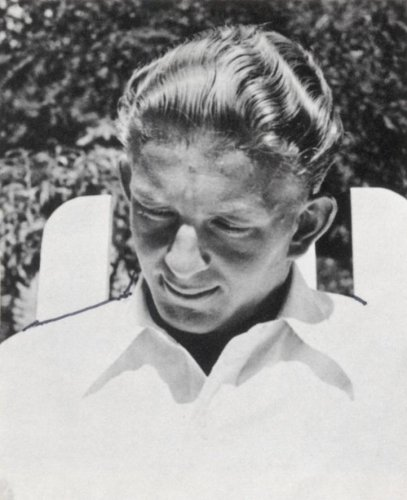
Hans Lodeizen
26 juli

### 1 juli
- Roger Morsa (40), Belgisch verzetsstrijder
- Eliel Saarinen (76), Fins architect

### 4 juli
- William C. Fownes(72), Amerikaans golfer

### 5 juli
- Salvatore Giuliano (27), Italiaans crimineel
- Robert Spears (56), Australisch wielrenner

### 7 juli
- Guy Gilpatric (54), Amerikaans schrijver

### 14 juli
- Āpirana Ngata (76), Nieuw-Zeelands politicus
- Piet Peters (61), Nederlandse kunstenaar

### 16 juli
- Herman Theodoor s'Jacob (81), Nederlands bestuurder
- Vicente Sotto (73), Filipijns politicus en schrijver

### 17 juli
- Evangeline Booth (84), Brits theologe

### 19 juli
- Forrest Shreve (72), Amerikaanse botanicus

### 21 juli
- Rex Ingram (58), Amerikaans filmregisseur
- John C. Woods (39), Amerikaans scherprechter

### 22 juli
- William Lyon Mackenzie King (75), Canadees politicus

### 23 juli
- Shigenori Togo (67), Japans politicus

### 24 juli
- Robert Lehnhoff (43), Duits oorlogsmisdadiger

### 25 juli
- Elisabeth Langgässer (51), Duits schrijver

### 26 juli
- Hans Lodeizen (26), Nederlands dichter

### 27 juli
- Léon Colleaux (85), Belgisch politicus

### 29 juli
- Joe Fry (34), Brits autocoureur

### 31 juli
- Cees van der Aa (67), Nederlands kunstschilder en kunsthandelaar

## Augustus

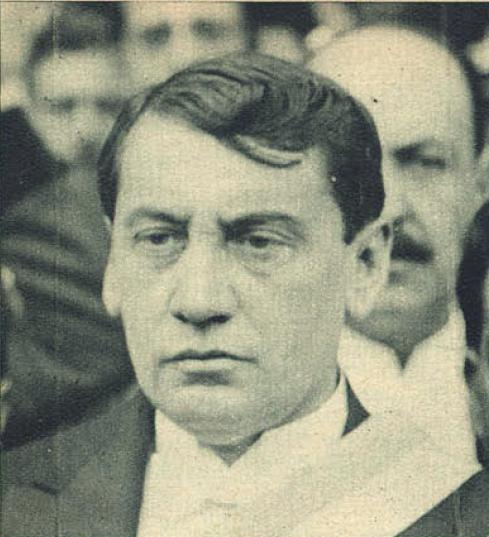
Arturo Alessandri
24 augustus

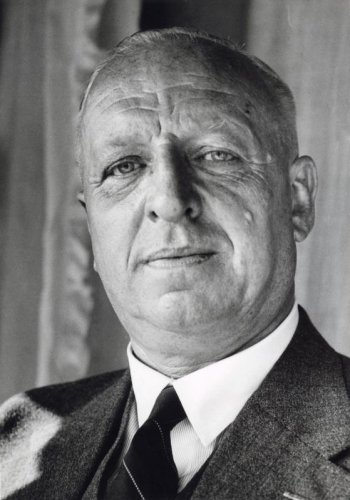
Johannes Anthonie de Visser
28 augustus

| 1 | 2 | 3 | 4 | 5 | 6 | 7 | 8 | 9 | 10 | 11 | 12 | 13 | 14 | 15 | 16 | 17 | 18 | 19 | 20 | 21 | 22 | 23 | 24 | 25 | 26 | 27 | 28 | 29 | 30 | 31 |
| - | - | - | - | - | - | - | - | - | -- | -- | -- | -- | -- | -- | -- | -- | -- | -- | -- | -- | -- | -- | -- | -- | -- | -- | -- | -- | -- | -- |

### 1 augustus
- Alvin Burroughs (38), Amerikaans jazzmusicus

### 2 augustus
- Luigi Lavitrano (76), Italiaans geestelijke

### 4 augustus
- Georges-Émile Lebacq (83), Belgisch kunstschilder

### 5 augustus
- Emil Abderhalden (73), Zwitsers fysioloog

### 6 augustus
- Francisco José Urrutia (80), Colombiaans politicus

### 8 augustus
- Nikolaj Mjaskovski (69), Russisch componist
- Philipp Schmitt (47), Duits oorlogsmisdadiger

### 10 augustus
- Willem Petri (85), Nederlands musicus

### 14 augustus
- Luís María Guerrero (75), Filipijns medicus

### 15 augustus
- Jacques Madyol (78), Belgisch kunstschilder

### 18 augustus
- Julien Lahaut (65), Belgisch politicus

### 20 augustus
- Willem Benjamin Smit (89), Nederlands industrieel

### 22 augustus
- Jan Johannes Blanksma (75), Nederlands scheikundige

### 23 augustus
- Dionisio Anzilotti (81), Italiaans rechtsgeleerde
- Richard Parke (56), Amerikaans bobsleeër

### 24 augustus
- Arturo Alessandri (81), president van Chili
- Pierre Chareau (67), Frans architect
- Ernst Wiechert (63), Duits schrijver

### 26 augustus
- Charles Estourgie (66), Nederlands architect

### 27 augustus
- Cesare Pavese (41), Italiaans schrijver en dichter

### 28 augustus
- Ernest Douwes Dekker (70),  Indisch-Nederlands publicist en politiek activist
- Johannes Anthonie de Visser (67), Nederlands politicus en rechter

## September

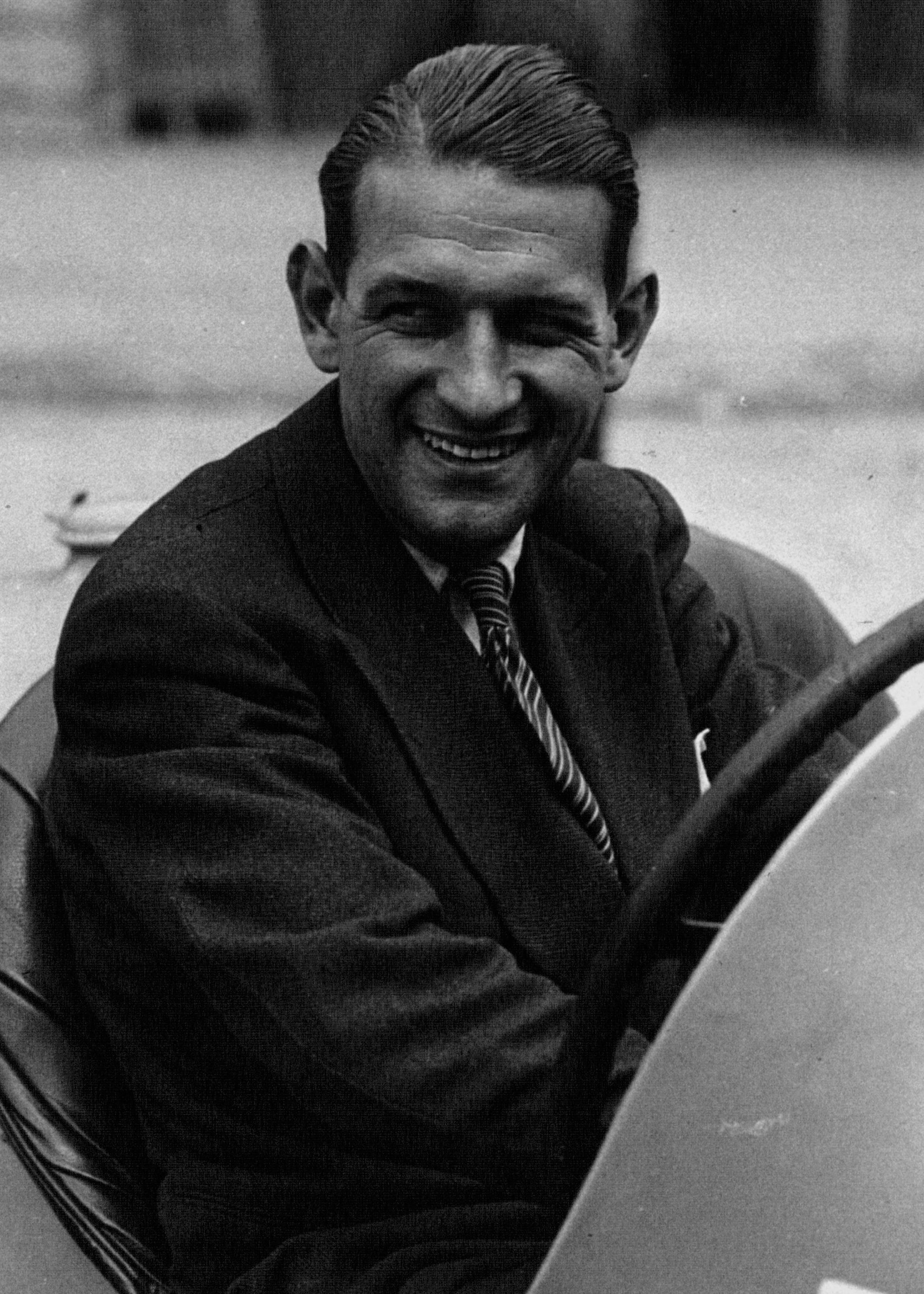
Raymond Sommer
10 september

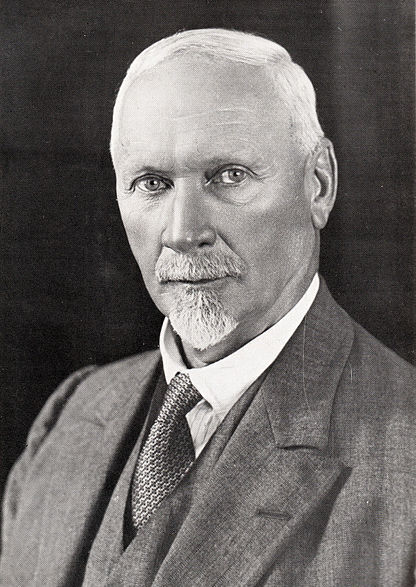
Jan Christian Smuts
11 september

| 1 | 2 | 3 | 4 | 5 | 6 | 7 | 8 | 9 | 10 | 11 | 12 | 13 | 14 | 15 | 16 | 17 | 18 | 19 | 20 | 21 | 22 | 23 | 24 | 25 | 26 | 27 | 28 | 29 | 30 |
| - | - | - | - | - | - | - | - | - | -- | -- | -- | -- | -- | -- | -- | -- | -- | -- | -- | -- | -- | -- | -- | -- | -- | -- | -- | -- | -- |

### 3 september
- Adolf Dhavé (77), Belgisch politicus
- Eibert den Herder (74), Nederlands activist
- Traian Vuia (78), Roemeens uitvinder

### 4 september
- Pieter Franciscus Dierckx (79), Belgisch kunstenaar
- Louis Vermoelen (84), Belgisch politicus

### 5 september
- Al Killian (33), Amerikaans jazzmusicus

### 6 september
- Olaf Stapledon (64), Brits schrijver

### 10 september
- Erik van Denemarken (59), lid Deense koningshuis
- Raymond Sommer (44), Frans autocoureur

### 11 september
- Rudolph Palm (70), Nederlands-Antilliaans musicus en componist
- Jan Christian Smuts (80), Zuid-Afrikaans militair en politicus

### 13 september
- Sara Allgood (66), Iers actrice
- Gaston Hubin (64), Belgisch voetballer

### 14 september
- Gerrit Trooster (54), Nederlands geoloog

### 15 september
- Louis Gasia (52), Belgisch componist
- Gerben Stallinga (50), Nederlands burgemeester

### 23 september
- Victor Schütze (44), Duits militair

### 24 september
- Victoria Maria van Hessen-Darmstadt (87), lid Britse adel

### 25 september
- George Zipf (48), Amerikaans linguïst

### 29 september
- Robert Clark (68), Brits bioloog
- Duarte Leite (86), Portugees politicus

### 30 september
- Toon Loerakker (77), Nederlands politicus

## Oktober

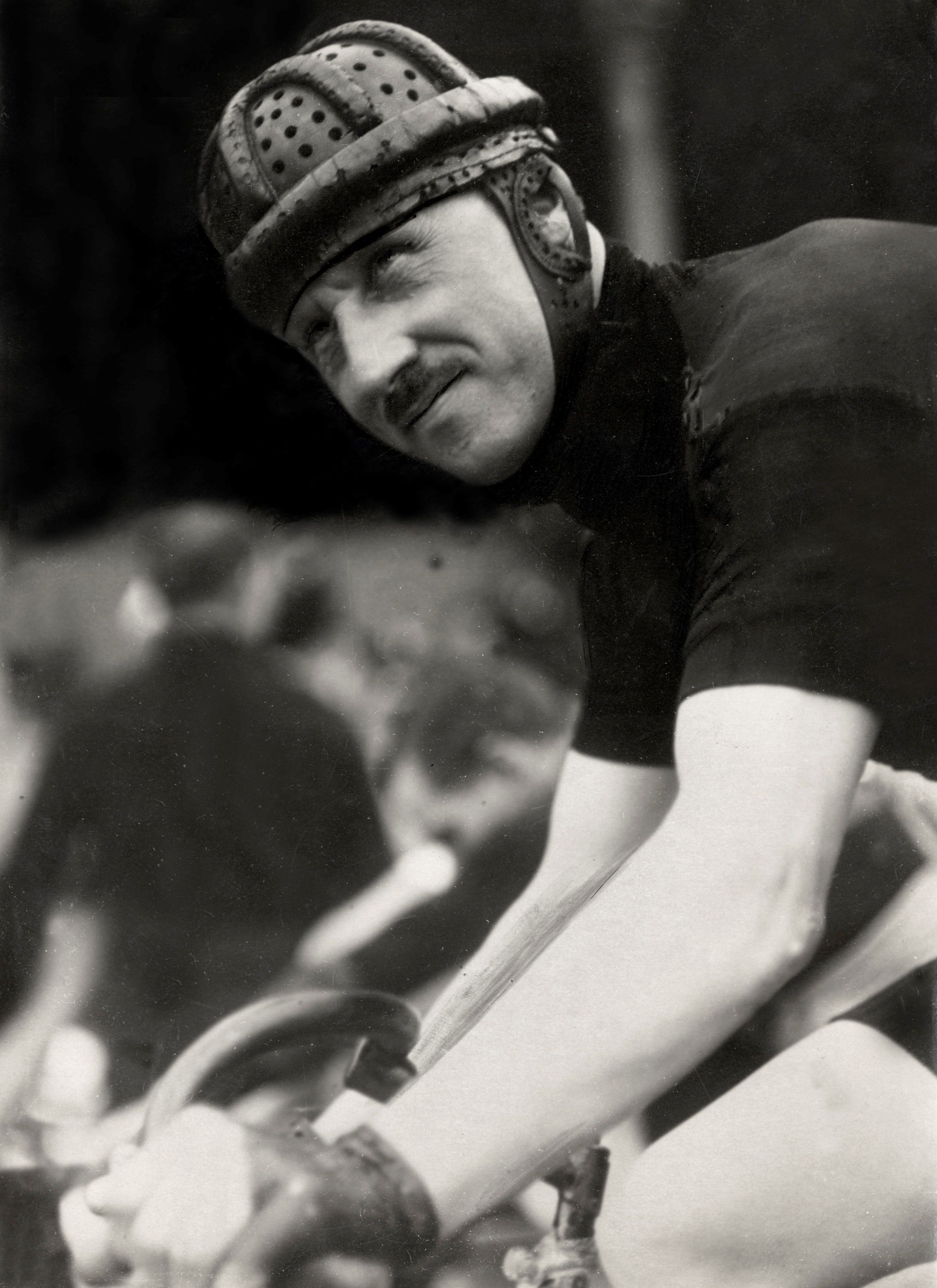
Piet Dickentman
7 oktober

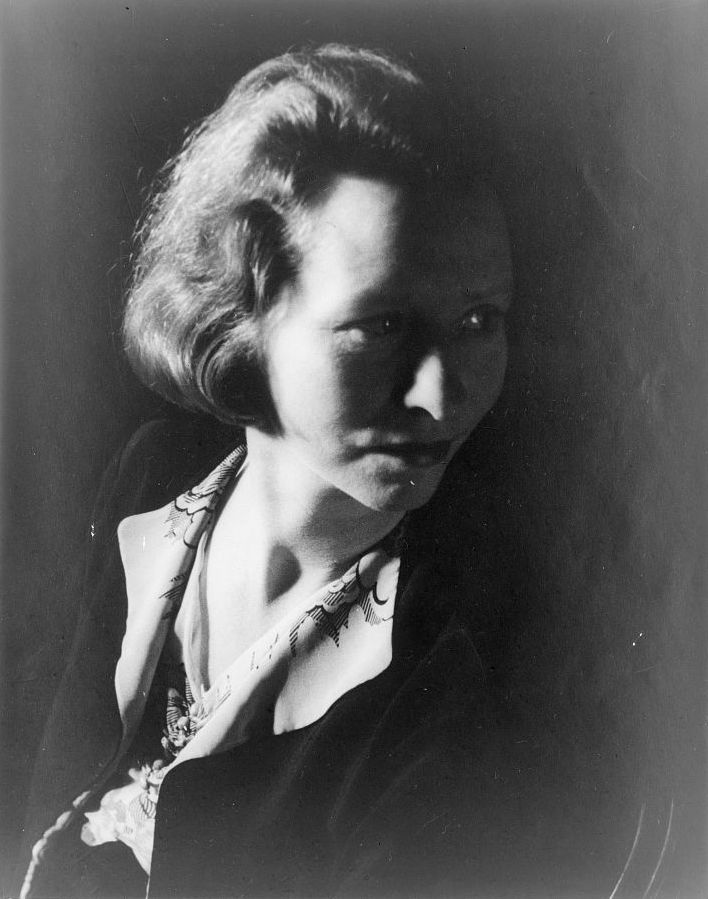
Edna St. Vincent Millay
19 oktober

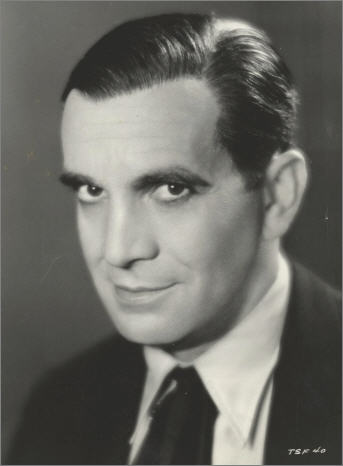
Al Jolson
23 oktober

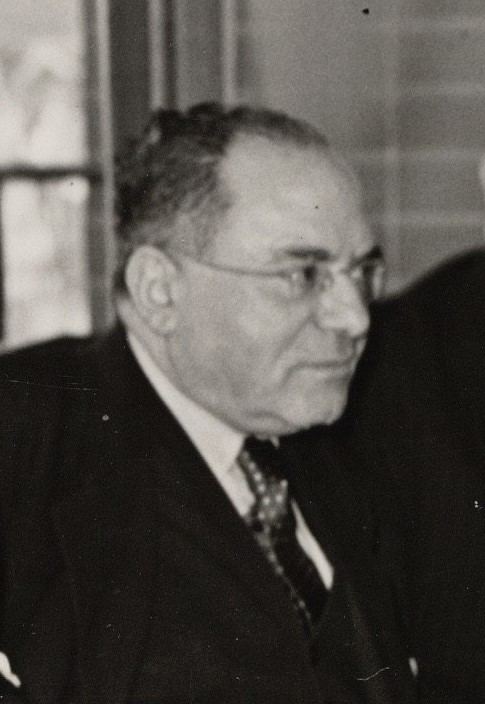
Arnold van den Bergh
28 oktober

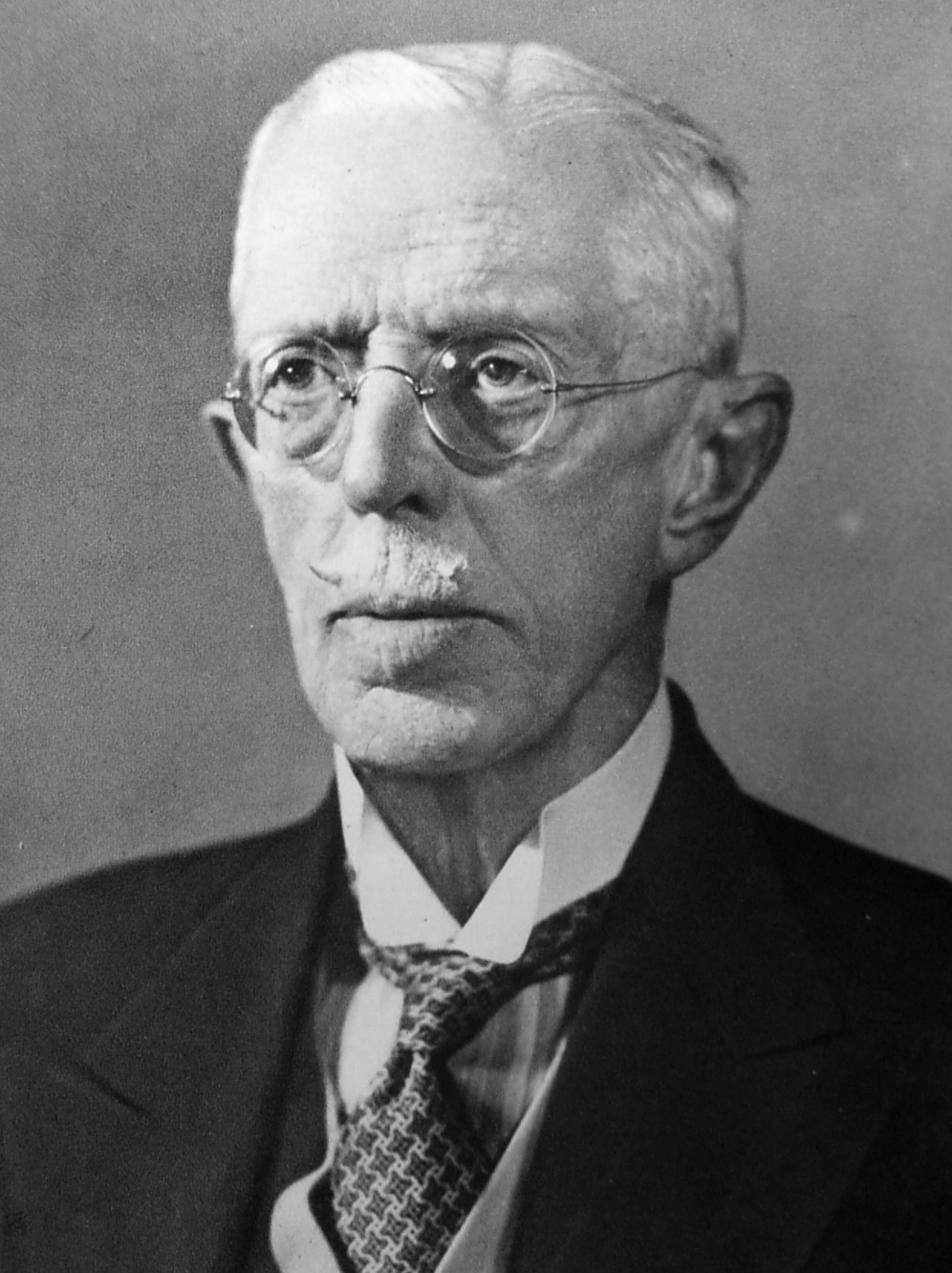
Gustaaf V van Zweden
29 oktober

| 1 | 2 | 3 | 4 | 5 | 6 | 7 | 8 | 9 | 10 | 11 | 12 | 13 | 14 | 15 | 16 | 17 | 18 | 19 | 20 | 21 | 22 | 23 | 24 | 25 | 26 | 27 | 28 | 29 | 30 | 31 |
| - | - | - | - | - | - | - | - | - | -- | -- | -- | -- | -- | -- | -- | -- | -- | -- | -- | -- | -- | -- | -- | -- | -- | -- | -- | -- | -- | -- |

### 2 oktober
- John F. Fitzgerald (87), Amerikaans politicus

### 4 oktober
- Fokke Kamstra (80), Nederlands kunstenaar
- Prosper Van Hecke (75), Belgisch burgemeester

### 5 oktober
- Gerard Bertheloot (44), Belgisch atleet
- Juan Botasso (41), Argentijns voetballer
- Hermann Schmidt (65), Duits componist

### 7 oktober
- Willis Carrier (73), Amerikaans ingenieur
- Piet Dickentman (71), Nederlands wielrenner

### 8 oktober
- Viggo Andresen (80), Deens medicus

### 9 oktober
- Nicolai Hartmann (68), Duits filosoof
- Arie Verheul Az. (78), Nederlands burgemeester

### 10 oktober
- Jan Oudegeest (80), Nederlands politicus

### 11 oktober
- Álvaro Figueroa Torres (87), Spaans politicus

### 12 oktober
- Charles Gmelin (78), Brits atleet

### 14 oktober
- António Maria da Silva (78), Portugees politicus

### 15 oktober
- Cho Man-sik (67), Koreaans politicus
- Clément Doucet (55), Belgisch pianist
- Gerrit Schimmelpenninck (86), Nederlands burgemeester

### 16 oktober
- Andries Anton Verdenius (74), Nederlands letterkundige

### 17 oktober
- Nelly Ernst (45), Nederlands actrice en balletdanseres

### 19 oktober
- Edna St. Vincent Millay (58), Amerikaans dichteres, toneelschrijfster en activiste

### 20 oktober
- Henry Stimson (83), Amerikaans politicus

### 23 oktober
- Al Jolson (64), Amerikaans zanger en filmster

### 28 oktober
- Arnold van den Bergh (64), Nederlands notaris

### 29 oktober
- Gustaaf V (92), koning van Zweden
- Carel Scharten (72), Nederlands schrijver en dichter

### 30 oktober
- Emile Vinck (79), Belgisch politicus

### 31 oktober
- Jozef Bittremieux (72), Belgisch geestelijke
- Gaston Van de Wiele (60), Belgisch politicus

## November

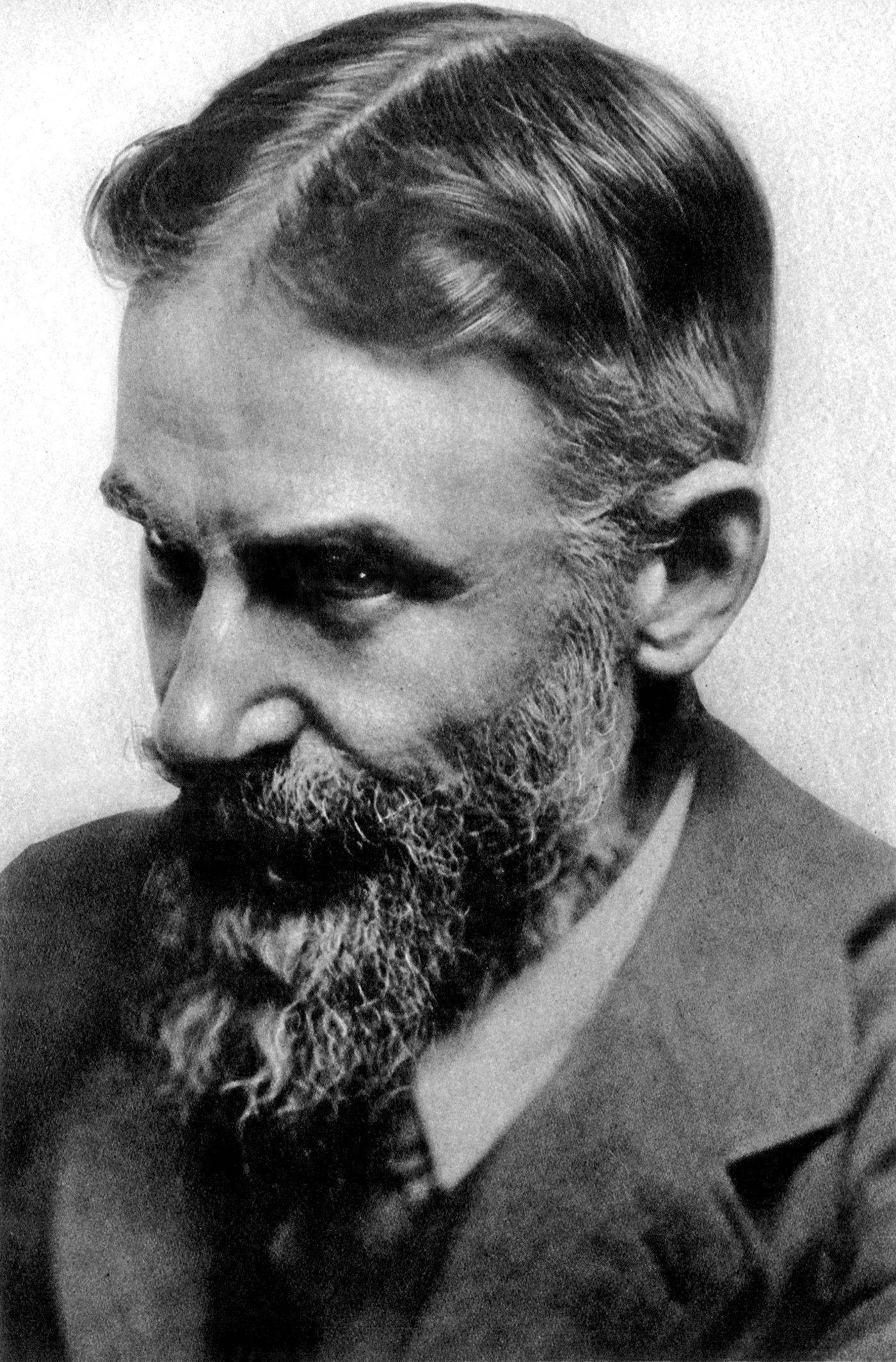
George Bernard Shaw
2 november

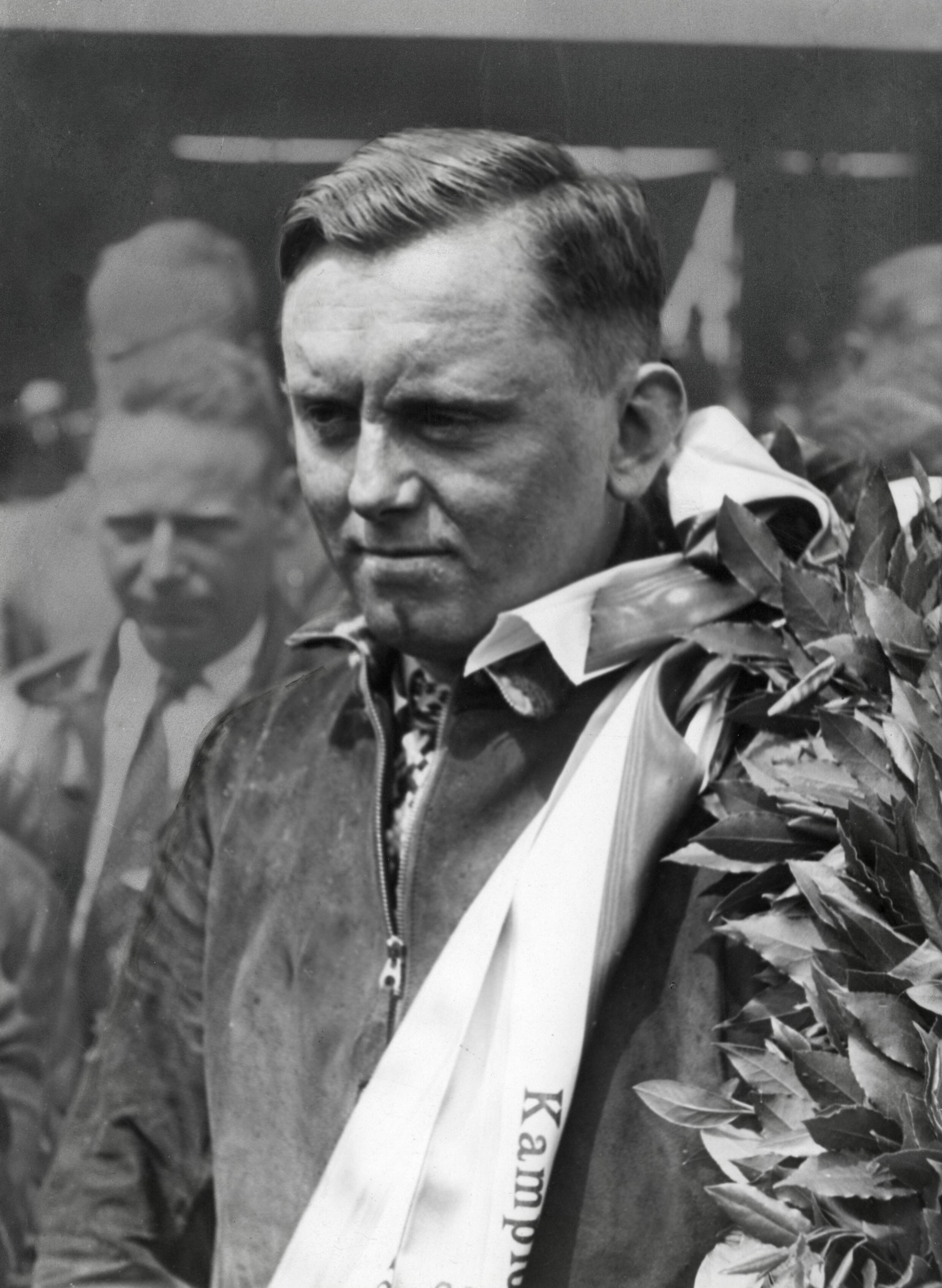
Piet van Wijngaarden
2 november

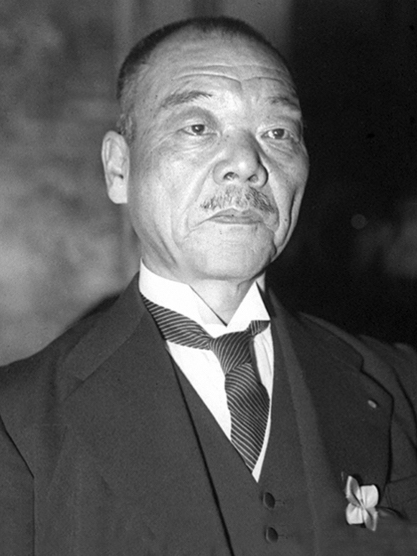
Kuniaki Koiso
3 november

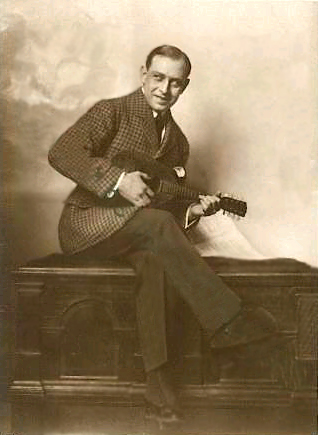
Friedrich Zelnik
29 november

| 1 | 2 | 3 | 4 | 5 | 6 | 7 | 8 | 9 | 10 | 11 | 12 | 13 | 14 | 15 | 16 | 17 | 18 | 19 | 20 | 21 | 22 | 23 | 24 | 25 | 26 | 27 | 28 | 29 | 30 |
| - | - | - | - | - | - | - | - | - | -- | -- | -- | -- | -- | -- | -- | -- | -- | -- | -- | -- | -- | -- | -- | -- | -- | -- | -- | -- | -- |

### 2 november
- Kurt Schmitt (64), Duits politicus
- George Bernard Shaw (94), Iers toneelschrijver
- Piet van Wijngaarden (51), Nederlands motorcoureur

### 3 november
- Kuniaki Koiso (70), Japans politicus

### 5 november
- Emile Allard (67), Belgisch luchtvaartpionier

### 6 november
- Maria Kruseman (88), Nederlands sociaal activist

### 7 november
- Arnold Safroni-Middleton (77), Brits componist, dirigent en schrijver

### 10 november
- Paul de Mont (55), Belgisch schrijver
- Zeger Willem Sneller (67), Nederlands historicus en onderwijsbestuurder

### 11 november
- Pierre-Jules Boulanger (65), Frans ingenieur
- Alexandros Diomidis (75), Grieks politicus

### 13 november
- Carlos Delgado Chalbaud (41), president van Venezuela
- Rafael Simón Urbina (53), Venezolaans politicus

### 16 november
- Freddy Schweitzer (43), Duits jazzmusicus

### 18 november
- Noël Gubbels (76), Belgisch geestelijke
- Gerardus van der Leeuw (60), Nederlands theoloog en politicus
- Berent Noordewier (61), Nederlands burgemeester

### 20 november
- Francesco Cilea (84), Italiaans pianist en componist

### 25 november
- Betty Francisco (50), Amerikaans actrice
- Johannes Vilhelm Jensen (77), Deens schrijver
- Joannes Pieter van Tienhoven (73), Nederlands bankier

### 26 november
- Hedwig Courths-Mahler (83), Duits schrijfster
- Hubert Stevens (60), Amerikaans bobsleeër

### 27 november
- James Braid (80), Brits golfspeler

### 28 november
- Otto de Nobel (83), Nederlands dirigent en componist

### 29 november
- Pau Padró i Cañellas (59), Catalaans politicus
- Friedrich Zelnik (55), Duits filmregisseur

## December

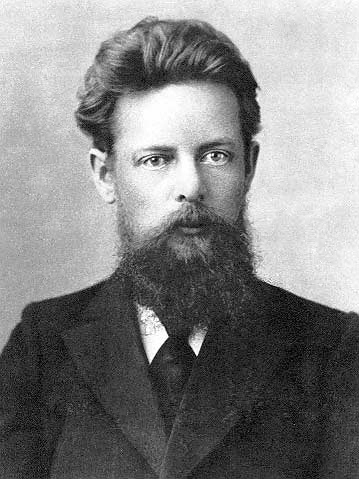
Pavel Bazjov
3 december

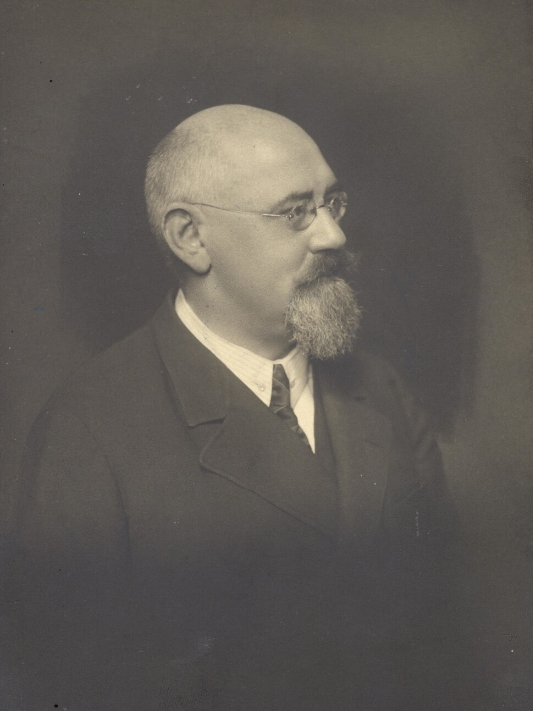
Karl Renner
31 december

| 1 | 2 | 3 | 4 | 5 | 6 | 7 | 8 | 9 | 10 | 11 | 12 | 13 | 14 | 15 | 16 | 17 | 18 | 19 | 20 | 21 | 22 | 23 | 24 | 25 | 26 | 27 | 28 | 29 | 30 | 31 |
| - | - | - | - | - | - | - | - | - | -- | -- | -- | -- | -- | -- | -- | -- | -- | -- | -- | -- | -- | -- | -- | -- | -- | -- | -- | -- | -- | -- |

### 1 december
- Ernest John Moeran (55), Brits componist

### 2 december
- Dinu Lipatti (33), Roemeens pianist en componist

### 3 december
- Pavel Bazjov (71), Russisch schrijver

### 5 december
- Aurobindo (78), Indiaas goeroe en vrijheidsstrijder

### 10 december
- Kim Kyu-sik (69), Koreaans politicus

### 11 december
- Ernst zu Hohenlohe-Langenburg (87), Duits diplomaat
- Hantaro Nagaoka (85), Japans natuurkundige
- Joseph Raphael (81), Amerikaans kunstenaar

### 12 december
- Peter Fraser (66), Nieuw-Zeelands politicus

### 13 december
- Abraham Wald (48),  Oostenrijk-Hongaars-Amerikaans wiskundige

### 15 december
- René Dupriez (55), Belgisch politicus
- Vallabhbhai Patel (75), Indiaas politicus

### 19 december
- Théodore Steeg (82), Frans politicus

### 20 december
- Enrico Mizzi (65), Maltees politicus

### 21 december
- Ernest Closson (80), Belgisch musicoloog
- Wilhelm Gelotte (91), Zweeds musicus
- Léon Guinotte (80), Belgisch politicus
- Paul Haviland (70), Amerikaans fotograaf
- Konrad von Preysing (70), Duits kardinaal

### 22 december
- Everardus Witte (82), Nederlands geestelijke

### 24 december
- Pastor Rouaix (76), Mexicaans politicus
- Lev Semjonovitsj Berg (74), Russisch geograaf

### 27 december
- Max Beckmann (66), Duits kunstschilder
- Emile Enthoven (47), Nederlands componist
- Eduard Erdelmann (85), Duits-Nederlands componist en musicus

### 28 december
- Sigizmund Krzizjanovski (63), Pools-Russisch schrijver

### 31 december
- Jules Buysse (49), Belgisch wielrenner
- Charles Koechlin (83), Frans componist
- Karl Renner (80), Oostenrijks politicus

1900 ·
1901 ·
1902 ·
1903 ·
1904 ·
1905 ·
1906 ·
1907 ·
1908 ·
1909 ·
1910 ·
1911 ·
1912 ·
1913 ·
1914 ·
1915 ·
1916 ·
1917 ·
1918 ·
1919 ·
1920 ·
1921 ·
1922 ·
1923 ·
1924 ·
1925 ·
1926 ·
1927 ·
1928 ·
1929 ·
1930 ·
1931 ·
1932 ·
1933 ·
1934 ·
1935 ·
1936 ·
1937 ·
1938 ·
1939 ·
1940 ·
1941 ·
1942 ·
1943 ·
1944 ·
1945 ·
1946 ·
1947 ·
1948 ·
1949 ·
1950 ·
1951 ·
1952 ·
1953 ·
1954 ·
1955 ·
1956 ·
1957 ·
1958 ·
1959 ·
1960 ·
1961 ·
1962 ·
1963 ·
1964 ·
1965 ·
1966 ·
1967 ·
1968 ·
1969 ·
1970 ·
1971 ·
1972 ·
1973 ·
1974 ·
1975 ·
1976 ·
1977 ·
1978 ·
1979 ·
1980 ·
1981 ·
1982 ·
1983 ·
1984 ·
1985 ·
1986 ·
1987 ·
1988 ·
1989 ·
1990 ·
1991 ·
1992 ·
1993 ·
1994 ·
1995 ·
1996 ·
1997 ·
1998 ·
1999 ·
2000 ·
2001 ·
2002 ·
2003 ·
2004 ·
2005 ·
2006 ·
2007 ·
2008 ·
2009 ·
2010 ·
2011 ·
2012 ·
2013 ·
2014 ·
2015 ·
2016 ·
2017 ·
2018 ·
2019 ·
2020 ·
2021 ·
2022 ·
2023 ·
2024 ·
2025